# Khoai tây nghiền
Khoai tây nghiền (tiếng Anh: Mashed potato (tiếng Anh Anh) hoặc mashed potatoes (tiếng Anh Mỹ và tiếng Anh Canada), thường được gọi là mash (tiếng Anh Anh), là một món ăn được chế biến bằng cách nghiền khoai tây luộc. Sữa, bơ, muối và hạt tiêu thường được sử dụng để pha chế. Món ăn thường là một món ăn kèm với thịt hoặc rau.
Công thức chế biến món ăn bắt đầu xuất hiện vào năm 1747 với một mục trong The Art of Cookery của Hannah Glasse. Có sẵn khoai tây nghiền đã làm khô và đông lạnh.
Khoai tây nghiền có thể được sử dụng như một nguyên liệu trung gian cho các món ăn khác như sủi cảo và bánh gnocchi, trong trường hợp này, khoai tây có thể được nướng hoặc luộc, và có thể có hoặc không thêm sữa hoặc gia vị.

## Thành phần
Nên sử dụng các loại khoai tây "bột", mặc dù khoai tây "sáp" đôi khi được sử dụng để có kết cấu khác. Có vô số loại "bột mì", nhưng được biết đến nhiều nhất bao gồm khoai tây russet, khoai tây golden wonder và khoai tây rascal đỏ. Bơ, dầu thực vật, sữa và/hoặc kem thường được thêm vào để cải thiện hương vị và kết cấu, và khoai tây được nêm với muối, tiêu và bất kỳ loại thảo mộc và gia vị mong muốn nào khác. Thành phần phổ biến và gia vị bao gồm: tỏi, phô mai, thịt xông khói, kem chua, hành tây giòn hay hành lá, hành tây phi, mayonnaise, mù tạt, cải ngựa, gia vị như hạt nhục đậu khấu, và thảo mộc băm nhỏ như rau mùi tây.

Một biến thể của Pháp thêm lòng đỏ trứng cho khoai tây pommes duchesse hoặc nữ Công tước; được luồn qua ống bánh ngọt thành các dải ruy băng và hoa thị lượn sóng, được quét bơ và làm nâu nhẹ. Pomme purée (khoai tây nghiền) sử dụng nhiều bơ hơn đáng kể so với khoai tây nghiền bình thường - cứ hai phần khoai tây thì có đến một phần bơ. Trong các biến thể ít calo hoặc không có sữa, sữa, kem và bơ có thể được thay thế bằng nước súp hoặc nước dùng. Aloo Bharta, một biến thể của tiểu lục địa Ấn Độ, sử dụng hành tây băm nhỏ, mù tạt (dầu, tương hoặc hạt), ớt, lá rau mùi và các loại gia vị khác.

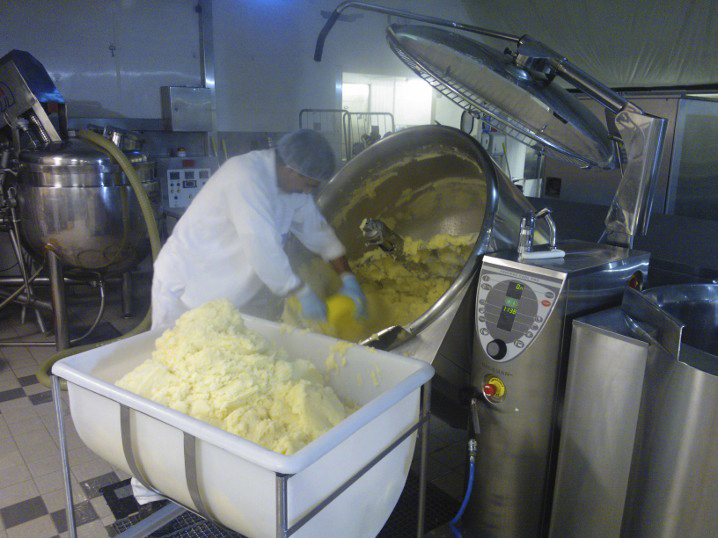
Nấu công nghiệp khoai tây nghiền trong máy nghiền khoai bọc hơi nước
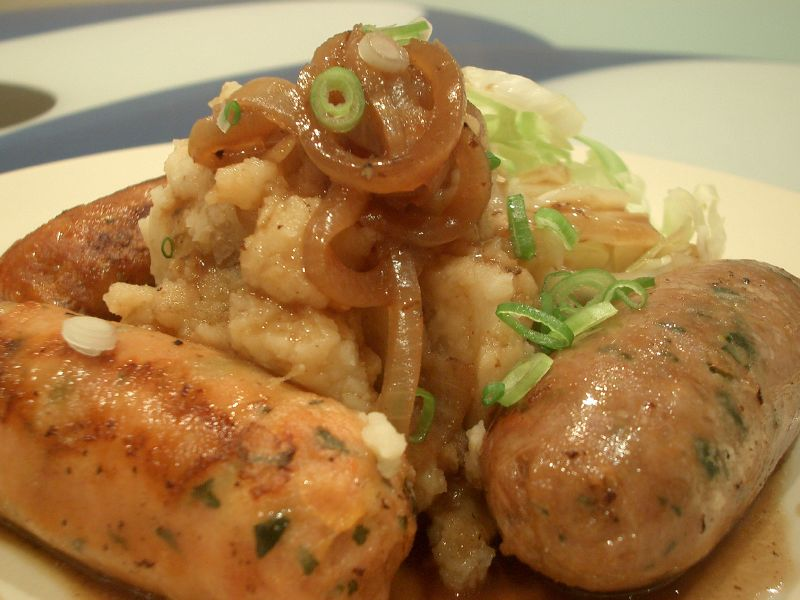
Một đĩa xúc xích và khoai tây nghiền, với bắp cải và nước thịt hành tây, thường được gọi là " bangers and mash "
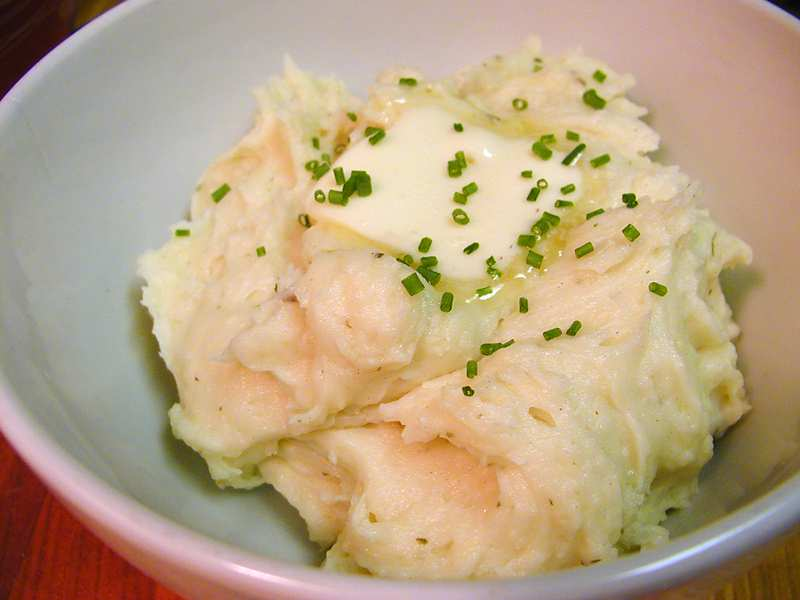
Cận cảnh khoai tây nghiền với bơ và hẹ

## Lịch sử
Khoai tây có nguồn gốc từ Peru ngày nay. Các phương pháp nấu ăn cổ xưa bao gồm Huatia, một lò nướng được tạo ra bởi những cục đất khô, được đốt nóng bên trong và sau đó ném nhiều loại củ và thực phẩm khác vào để "nướng" bên trong. Sau khi giới thiệu thực phẩm, "lò" được san phẳng và tiếp tục nấu cho đến khi có bằng chứng cho thấy thực phẩm đã được nấu xong. Trong trường hợp này là khoai tây. Không có bằng chứng cụ thể nào, ngoài suy luận hợp lý, rằng khoai tây nấu chín như vậy có thể đã được nghiền nát, đặc biệt là để cho trẻ sơ sinh ăn. Cho đến ngày nay, người dân tộc Peru gọi "papa" cùng tên với khoai tây trong tiếng Quechua và tiếng Tây Ban Nha, như một tên chung cho thức ăn trẻ em.

## Dùng trong mục đích nấu nướng

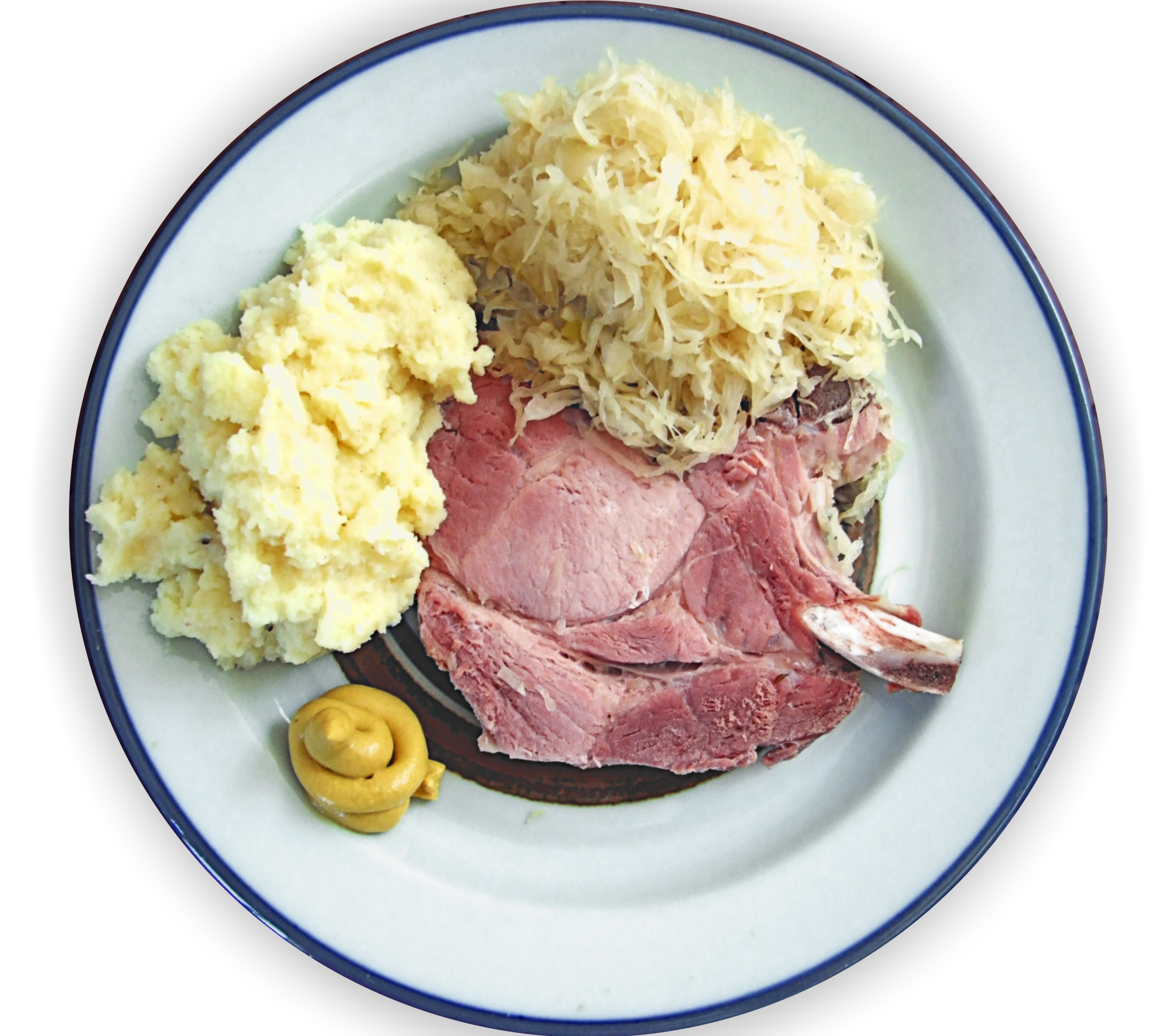
Khoai tây nghiền dùng với Frankfurter Rippchen, dưa cải bắp và mù tạt

Khoai tây nghiền có thể được phục vụ như một món ăn phụ và thường được phục vụ với xúc xích ở đảo Anh. Khoai tây nghiền có thể là một thành phần của món ăn khác nhau, bao gồm bánhcủa người chăn cừu, pierogi, colcannon, sủi cảo, bánh nướng chảo khoai tây, croquettes khoai và gnocchi. Đặc biệt khoai tây nghiền được gọi là khoai tây mousseline.
Ở Vương quốc Anh, khoai tây nghiền lạnh có thể được trộn với trứng tươi và sau đó chiên cho đến khi giòn để tạo ra một chiếc bánh khoai tây. Món ăn này được cho là có nguồn gốc từ Cornwall và là một món ăn sáng phổ biến. Thay vào đó, khi kết hợp với thịt và các loại rau củ còn sót lại, món chiên được gọi là bubble and squeak.
Khoai tây nghiền có thể được ăn với nước thịt, thường là nước thịt, mặc dù nước thịt thực vật đang trở nên phổ biến hơn khi xu hướng ăn chay và thuần chay ngày càng phổ biến.
Một máy nghiền khoai tây có thể được sử dụng để nghiền khoai tây. Máy nghiền nhuyễn khoai tây tạo ra một hỗn hợp đồng nhất, không vón cục, nghiền nát.
Ở Ấn Độ, khoai tây nghiền làm với gia vị, chiên hoặc không, được gọi là Chaukha. Chaukha được sử dụng trong samosas ở Ấn Độ và với Littee đặc biệt ở Bihar.